# دانيال ميسجياسح
دانيال ميسجياسح (بالفرنسية: Daniel Mesguich)‏ هو مخرج وممثل فرنسي، ولد في 15 يوليو 1952 بالجزائر في الجزائر.

## وصلات خارجية
- دانيال ميسجياسح على موقع IMDb (الإنجليزية)
- دانيال ميسجياسح على موقع قاعدة بيانات الأفلام العربية
- دانيال ميسجياسح على موقع ألو سيني (الفرنسية)
- دانيال ميسجياسح على موقع ميوزك برينز (الإنجليزية)
- دانيال ميسجياسح على موقع أول موفي (الإنجليزية)
- دانيال ميسجياسح على موقع قاعدة بيانات الأفلام السويدية (السويدية)
- دانيال ميسجياسح على موقع قاعدة بيانات الفيلم (الإنجليزية)
- دانيال ميسجياسح على موقع كينوبويسك (الروسية)